# 西園寺公子
西園寺公子（さいおんじ きみこ、1232年（寬喜4年）—1304年3月6日（嘉元2年正月廿一）），鎌倉時代女性，後深草天皇中宮。女院号東二条院，法名圓鏡智。

## 生涯
父親西園寺實氏、母四条貞子（四条隆衡女）。同母姐姐為後嵯峨天皇的猶子。後嵯峨天皇中宮後深草・龜山天皇之母大宮院（西園寺姞子）、同母兄西園寺公相。生貴子内親王、姈子内親王。
寬元4年（1246年），敘從三位。康元元年（1256年），後深草天皇入宮為女御，翌年冊立中宮。正元元年（1259年），後深草天皇退位，院号宣下，称東二条院。永仁元年（1293年），出家，法名圓鏡智。嘉元2年（1304年），73歳去世。